# أليكس فيرنانديز
أليكس فيرنانديز (4 أبريل 1973 في البرازيل - ) هو لاعب كرة قدم برازيلي ومكسيكي في مركز الهجوم. لعب مع نادي سبورت ريسيفه ونادي مونتيري ونادي موريليا الرياضي ونادي ناوتيكو.

## وصلات خارجية
- أليكس فيرنانديز على موقع قاعدة بيانات كرة القدم.إي يو (الإنجليزية)
- أليكس فيرنانديز على موقع Soccerway.com (الإنجليزية)